# La Hulpe
La Hulpe (in olandese Terhulpen, in vallone L'Elpe) è un comune belga di 7 224 abitanti, situato nella provincia vallona del Brabante Vallone.

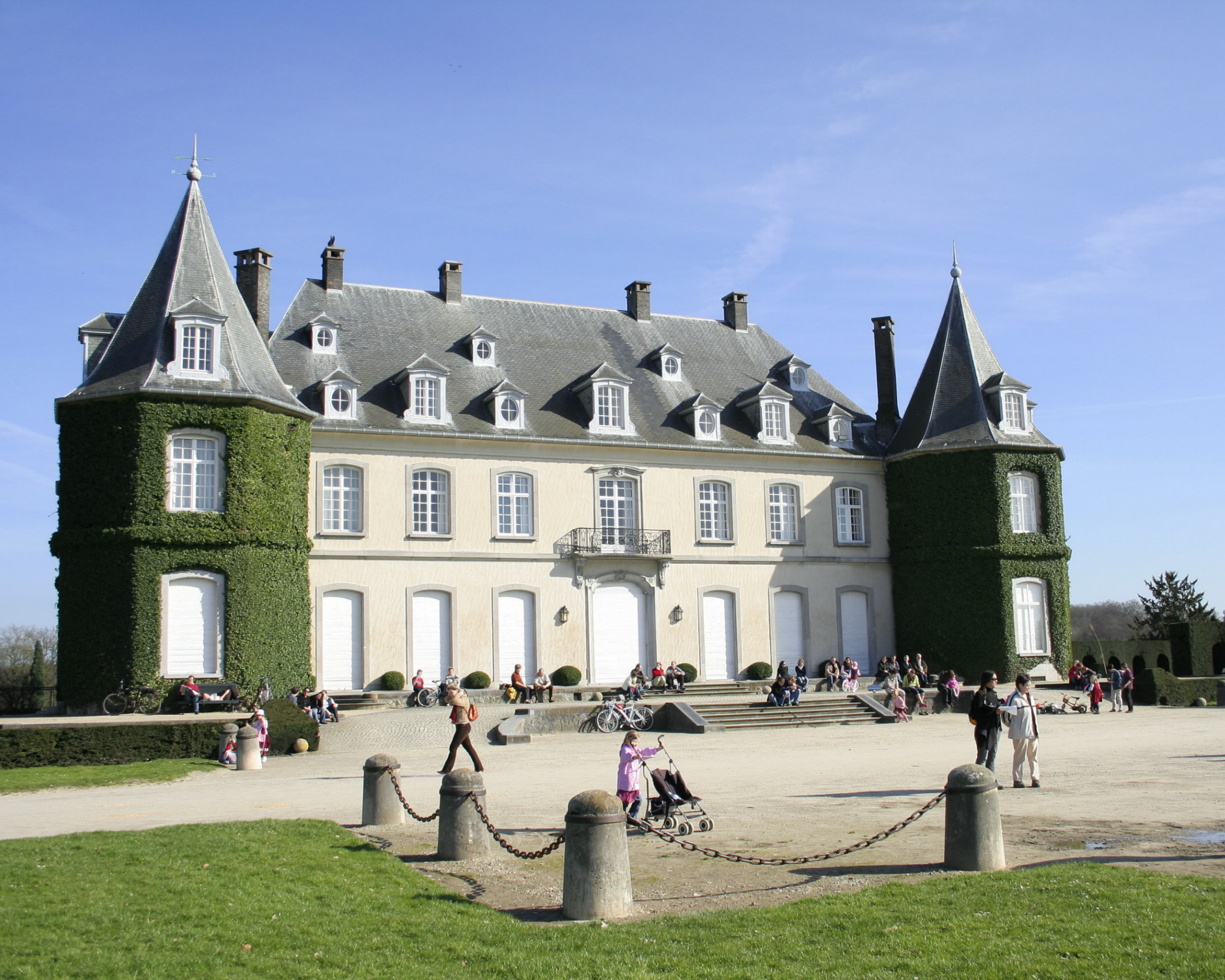
Il castello "Solvay"